# Šaban Trstena
Šaban Trstena –en macedonio, Шабан Трстена– (Skopie, 1 de enero de 1965) es un deportista macedonio que compitió para Yugoslavia en lucha libre.
Participó en tres Juegos Olímpicos de Verano, obteniendo en total dos medallas, oro en Los Ángeles 1984 y plata en Seúl 1988, ambas en la categoría de 52 kg, y el quinto lugar en Atlanta 1996.
Ganó una medalla de bronce en el Campeonato Mundial de Lucha de 1982 y siete medallas en el Campeonato Europeo de Lucha entre los años 1982 y 1990.

## Palmarés internacional
| Juegos Olímpicos   | Juegos Olímpicos             | Juegos Olímpicos  | Juegos Olímpicos |
| Año                | Lugar                        | Medalla           | Categoría        |
| ------------------ | ---------------------------- | ----------------- | ---------------- |
| 1984               | Los Ángeles (Estados Unidos) | Medalla de oro    | 52 kg            |
| 1988               | Seúl (Corea del Sur)         | Medalla de plata  | 52 kg            |
| Campeonato Mundial |                              |                   |                  |
| Año                | Lugar                        | Medalla           | Categoría        |
| 1982               | Edmonton (Canadá)            | Medalla de bronce | 48 kg            |
| Campeonato Europeo |                              |                   |                  |
| Año                | Lugar                        | Medalla           | Categoría        |
| 1982               | Varna (Bulgaria)             | Medalla de bronce | 48 kg            |
| 1983               | Budapest (Hungría)           | Medalla de plata  | 52 kg            |
| 1984               | Jönköping (Suecia)           | Medalla de oro    | 52 kg            |
| 1985               | Leipzig (RDA)                | Medalla de plata  | 52 kg            |
| 1986               | El Pireo (Grecia)            | Medalla de plata  | 52 kg            |
| 1988               | Mánchester (Reino Unido)     | Medalla de bronce | 52 kg            |
| 1990               | Poznań (Polonia)             | Medalla de oro    | 52 kg            |